# Amperea simulans
Amperea simulans là một loài thực vật có hoa trong họ Đại kích. Loài này được R.J.F.Hend. mô tả khoa học đầu tiên năm 1992.